# Zaskroniec indochiński

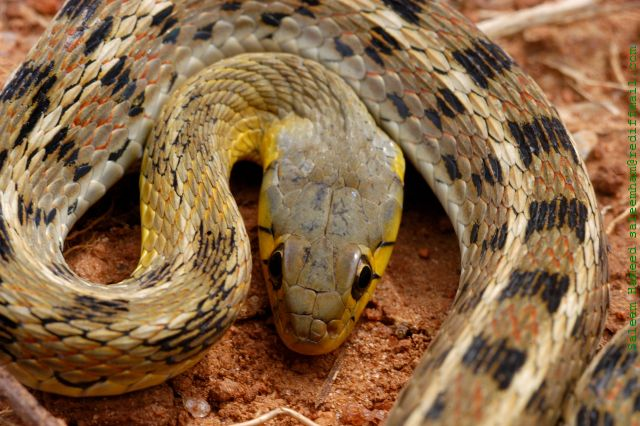
A. s. erythrostictus z widocznym barwnym wzorem biegnącym przez ciało

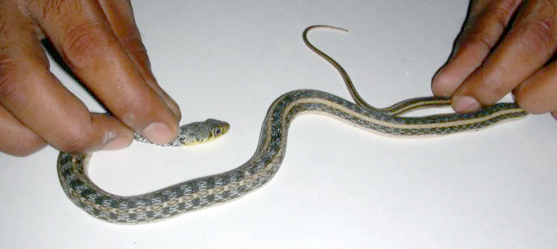
Zaskroniec indochiński podczas mierzenia. Gad okazał się długi na 52 cm.

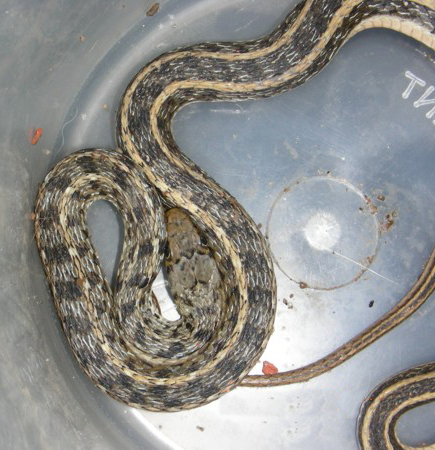
Zaskroniec indochiński w niewoli

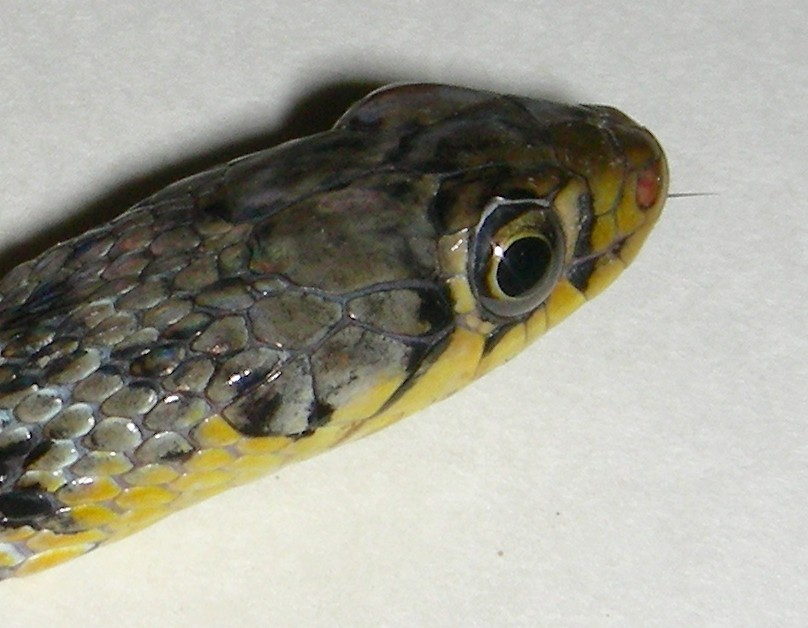
Zbliżenie głowy

Zaskroniec indochiński (Amphiesma stolatum) – gatunek gada z rodziny połozowatych (Colubridae). Nie jest jadowity. To typowo nieagresywny wąż żywiący się żabami i ropuchami, zaliczany do podrodziny zaskrońcowatych (Natricinae). Występuje w Azji.

## Anatomia i morfologia
Zaskroniec indochiński to niewielki, szczupły wąż, zwykle od barwy oliwkowobrązowej do szarej. Głowa i grzbiet są w tym samym kolorze.
Zaskroniec indochiński to krótki wąż. Ma długi, cienki ogon, który stanowi prawie jedną czwartą całkowitej długości jego ciała. Dwa żółte pasy biegnące po bokach kręgosłupa są cechą charakterystyczną dla tego gatunku. Pasy rozszczepiają się na głowie. Są szczególnie jasne na drugiej połowie ciała gada.
Wzór na grzbiecie węża stanowią czarne poprzeczki. W pobliżu głowy poprzeczki rzucają się w oczy, podczas gdy na drugiej połowie ciała węża stają się bardziej rozwlekłe.
|  |  |

Po bokach głowy widoczne są żółte pasy, ponieważ pod pyskiem wąż jest ubarwiony na żółto. Podczas okresu rozrodczego kark jest czerwony. Podbródek i gardło są blade, czasami pomarańczowe. Na głowie, za oczami widoczny czarny zygzak. Oczy mają duże, koliste źrenice ze złotymi plamkami na tęczówce. Widlasty język jest czarny.
Spód jest blado-śmietankowy z drobnymi czarnymi plamkami rozrzuconymi wzdłuż brzegów. Łuski grzbietu pokrywa charakterystyczny wzór.
Na podstawie barwy ciała wyróżnić można dwa podgatunki węża. Pierwszy, nominatywny, spotykany na całym obszarze występowania jest szaro-niebieski. Drugi (A. stolatum erythrostictus) występuje głównie na nadbrzeżnych obszarach i ma jasny, lub czerwony kolor. Czerwona barwa łusek staje się widoczna, gdy wąż jest wzburzony.

### Rozmiar
Zaskroniec indochiński mierzy zazwyczaj od 40 do 50 cm wzdłuż. Maksymalna długość tego węża, jaka została udokumentowana to 90 cm. Samice są dłuższe niż samce, których długość rzadko dochodzi do 620 mm.

## Występowanie
Obszar występowania zaskrońca indochińskiego rozciąga się przez Południową, Południowo-Wschodnią i Wschodnią Azję. Zasięg ciągnie się od Pakistanu (Sindh) po Sri Lankę, Indie (włączając Andamany), Bhutan, Nepal, Mjanmę, Tajlandię, Laos, Kambodżę, Wietnam, Tajwan oraz Chiny (Hajnan, Hongkong, Fujian, Jiangxi). Stwierdzenie z Borneo zapewne dotyczyło innego, błędnie zidentyfikowanego gatunku.
W Indiach wąż jest znajdywany aż do wysokości 2000 stóp angielskich (około 600 m).

## Lokalne nazwy
- Język orija – Halahalia saapa.
- Język bengalski – Hele sanp.
- Język marathi – Naneti.
- Język telugu – Wannapam.
- Język tamilski – Nirkatan pambu.